# Ekspresja genu
Ekspresja genu (ang. gene expression) – proces, w którym informacja genetyczna zawarta w genie zostaje odczytana i przepisana na jego produkty, które są białkami lub różnymi formami RNA. Ostatecznym efektem ekspresji genu jest wytworzenie i biologiczne działanie jego produktu. Ekspresja genów podlega ścisłej kontroli. 
Przebieg tego procesu różni się nieco pomiędzy bakteriami i eukariotami:
- u bakterii geny są zwykle zorganizowane w grupy genów zwane operonami (np. operon laktozowy), które są regulowane jako grupa i przepisywane na zawierający kilka genów mRNA.
- u eukariotów regulacja oraz przepisywanie na mRNA odnosi się do pojedynczego genu.

Ekspresja genu zależy od rodzaju komórki, fazy rozwoju organizmu, metabolicznego/fizjologicznego stanu komórki.

## Ekspresja genu białka
Proces prowadzący od ekspresji genu kodującego białko aż do rozpoczęcia funkcjonowania białka zachodzi w kilkunastu etapach:
- zainicjowanie transkrypcji genu przez czynniki transkrypcyjne,
- synteza pre-mRNA przez polimerazę RNA,
- obróbka posttranskrypcyjna, dzięki której powstaje dojrzały mRNA,
- transport mRNA z jądra komórkowego do cytoplazmy,
- rozpoznanie mRNA przez rybosom i translacja białka,
- degradacja mRNA,
- zwijanie białka (nabywanie struktury trzeciorzędowej białka),
- przemieszczenie białka do właściwej pozycji (np. błony komórkowej, mitochondrium etc.),
- modyfikacje potranslacyjne, np. glikozylacja, fosforylacja (proces ten może poprzedzać proces poprzedni).

Następnie następuje funkcjonowanie białka – często najbardziej długotrwały i praktycznie jedyny etap, w którym uwidacznia się biologicznie, fenotypowo, informacja genu. Na końcu następuje degradacja białka

## Ekspresja genu RNA
Proces prowadzący od ekspresji genu kodującego RNA do jego funkcjonowania zachodzi w kilkunastu etapach, nieco innych od białkowej:
- nie występuje translacja,
- nie dla każdego rodzaju nieinformatycznego-RNA obejmuje wszystkie etapy,

ale występują 
- inicjalizacja,
- transport,
- splicing,
- modyfikacje,
- samoporządkowanie cząsteczki.

Po tym następuje funkcjonowanie RNA i w końcu jego degradacja.

## Regulacja ekspresji genu
Ekspresja genu to złożony i wieloczynnikowy proces, który może być regulowany na każdym z etapów za pomocą różnych mechanizmów, np. poprzez: 
- sekwencje regulatorowe genu,
- białka wiążące DNA,
- metylację DNA,
- niekodujący RNA powodujące np. inaktywacja chromosomu X.